# Visceral Disgorge
A Visceral Disgorge egy death metal együttes. 2007-ben alakultak Baltimore-ban. Gyors dobolásuk és mély hörgésük miatt a slamming death metal al-műfaj képviselői közé tartoznak.

## Története
A zenekar a tagok korábbi Eaten Alive nevű death metal együttesének romjain alakult meg. Először egy demót adtak ki 2009-ben, első és eddig egyetlen stúdióalbumukat 2011-ben dobták piacra. Lemezeiket a független japán Amputated Vein kiadó jelenteti meg. 2014-ben a gitárosuk, Steve Rosenzweig elhunyt, helyére Charlie Marvel került.
2019-ben új albumot jelentetett meg a zenekar.

## Tagok
- Travis Werner – ének (2007–)
- Bille Denne – dobok (2007–2009, 2013–)
- Steve Miles – gitár (2013–)
- Eric Little – basszusgitár (2015–)
- Charlie Marvel – gitár (2015–)

Korábbi tagok:
- Steve Rosenzweig – gitár (2007–2014)
- Eric Vieraitis – gitár (2007–2014)
- Dan Harris – dobok (2010–2013)
- Randy Harry – basszusgitár (2010–2013)

## Diszkográfia
- Demo 2009
- Ingesting Putridity (nagylemez, 2011)
- Slithering Evisceration (nagylemez, 2019) [1]